# Фонберг, Игнатий Матвеевич
Игнатий Матвеевич Фонберг пол. Ignacy Fonberg, лит. Ignotas Fonbergas; 1801—1891) — российский профессор химии.

## Биография
Родился в 1801 году в Бельске-Подляском.
Окончив гимназию в Белостоке (1817), поступил в Виленский университет — был учеником Анджея Снядецкого. 
С 1821 года работал в Виленском университете: сначала помощником профессора химии (лаборантом), а с 1822 года, после выхода Снядецкого в отставку, занял его место. В 1825 году он был удостоен степени магистра философии и в 1826 году назначен адъюнктом по кафедре химии. В 1829 году избран экстраординарным профессором кафедры химии. 
После упразднения Виленского университета в 1832 году был переведён в Виленскую медико-хирургическую академию в звании экстраординарного профессора, но с обязательством читать лекции на русском или латинском языках и выдержать экзамен на степень доктора медицины. 
После упразднения Виленской медико-хирургической академии был переведён профессором химии в Императорский университет Святого Владимира в Киеве. Кроме лекций студентам, он ещё читал публичные курсы по технической химии, по прикладной химии и по технологии. В 1859 году вышел в отставку. 
В 1830 году Фонберг проводил исследования минеральных вод в Друскениках.
В 1859 году вышел в отставку. Умер в 1891 году; похоронен в Киеве на Байковом кладбище.

## Сочинения
- Wykład teorii gorzenia (1821)
- Słownik wyrazów chemicznych (1825)
- Chemia z zastosowaniem do sztuki i rzemiosł (3 тома, 1827—1829)
- Wykład nomenklatury Berzeliusza (1828)
- Wiadomość o cholerze i o sposobach oczyszczania powietrza w czasie panującej zarazy (1830)